# Anna Reinach
Anna Reinach, geboren Anna Stettenheimer (Stuttgart, 21 juni 1884 - München, 29 december 1953) was een van de eerste leerlingen van het meisjes-gymnasium in Stuttgart en vrouw van de rechtsfilosoof Adolf Reinach. 

## Leven
Anna Stettenheimer werd geboren in Stuttgart als dochter van de koopman Albert Stettenheimer (1850–1900) en Clara Weil (1863–1921). Ze behoorde tot de drie scholieren van het eerste jaar van het in 1899 opgerichte Hölderling meisjesgymnasium in Stuttgart. Deze drie waren het die in 1904, samen met nog een andere studente, als eersten hun diploma haalden. Omdat in hetzelfde jaar, volgens koninklijk besluit, vrouwen konden studeren aan de universiteit van Tübingen, ging ze daar medicijnen studeren. Later wisselde ze van studierichting, en verdiepte zich in de natuurkunde, waarin ze in 1907 promoveerde met als proefschrift: Eine absolute Messung des Zeemannphänomens. In 1911 en 1912 gaf ze les aan hetzelfde meisjesgymnasium waar ze zelf had gestudeerd.
Op 14 september 1912 trouwde ze in Mainz met de rechts-filosoof Adolf Reinach. Samen met hem liet ze zich in 1916 in Göttingen door de doop in de evangelische Kerk opnemen.
De dood van haar man, die als niet-dienstplichtig soldaat viel op 16 november 1917 bij Diksmuide, België, droeg ze waardig. Deze houding, die ze ontleende aan haar christelijk geloof, imponeerde haar vriendin Edith Stein zo zeer, dat die in haar autobiografie vertelde dat de ontmoeting met haar vlak na het overlijden van haar man een eerste stimulans was om katholiek te worden. Anna zelf zette die stap in 1923. Op 14 september 1937 sloot ze zich als oblaat aan bij de Benedictijner abdij van Beuron, waar ze in 1938 de naam Sylvia kreeg. Katholieke vrienden als pater Hermann Keller wendden hun invloed aan om haar, die van Joodse afkomst was, tot 1942 te behoeden voor vervolging. Ze hoefde geen Jodenster te dragen en kreeg normale levensmiddelenkaarten. Ten slotte moest ze echter, vanwege verraad, vluchten. Over Parijs kwam ze in San Sebastian aan. Vandaar keerde ze in 1950 naar München terug.
In 1953, kort voor haar dood, verscheen een door haar geredigeerde nieuwe uitgave van het hoofdwerk van haar man Zur Phänomenologie des Rechts, die apriorischen Grundlagen des bürgerlichen Rechts.